# Aspidistra hainanensis
Aspidistra hainanensis là một loài thực vật có hoa trong họ Măng tây. Loài này được W.Y.Chun & F.C.How mô tả khoa học đầu tiên năm 1977.